# York (Nebraska)
Pour les articles homonymes, voir York (homonymie).
La ville américaine de York est le siège du comté de York, dans l’État du Nebraska. Sa population s’élevait à 7 766 habitants lors du recensement de 2010, estimée à 7 860 habitants en 2016.

## Personnalité liée à la ville
Le réalisateur Fred Niblo est né à York le 6 janvier 1874.